# 12284 Pohl
12284 Pohl este un asteroid din centura principală de asteroizi.

## Descriere
12284 Pohl este un asteroid din centura principală de asteroizi. A fost descoperit pe 17 martie 1991 la Observatorul Palomar de Eleanor Francis Helin. Asteroidul prezintă o orbită caracterizată de o semiaxă mare de 3,18 ua, o excentricitate de 0,20 și o înclinație de 14,7° în raport cu ecliptica.